# The Best of the Pink Floyd
The Best of the Pink Floyd è la prima raccolta del gruppo musicale britannico Pink Floyd, pubblicata nel luglio 1970 dalla EMI-Columbia Records.
Venne ripubblicata nel 1973 e nel 1974 in diversi paesi europei con il titolo Masters of Rock Vol. 1 e poi solo come Masters of Rock con due diverse copertine.

## Brani
L'album contiene alcuni singoli usciti tra il 1967 e il 1968 e alcuni brani tratti dall'album The Piper at the Gates of Dawn.

## Copertina
La copertina dell'edizione originale presenta una foto del gruppo senza Syd Barrett, nonostante sette dei dieci brani siano stati interamente composti da quest'ultimo. L'edizione successiva intitolata Master of Rock ebbe due diversi modelli di copertina: uno, opera di Herman Baas, basato su una foto del gruppo già impiegata per l'interno della copertina dell'album Meddle, con il volto di Barrett sovrapposto alla foto originale di David Gilmour, e un'edizione successiva dove compariva solo il titolo.

## Promozione
La raccolta fu distribuita nei Paesi Bassi a partire dal luglio del 1970, venendo commercializzato anche in Israele, Francia e Danimarca.
Successivamente la raccolta è stata ripubblicata in diversi paesi europei con il titolo Masters of Rock per sfruttare il successo di The Dark Side of the Moon.

## Tracce
Testi e musiche di Syd Barrett, eccetto dove indicato.
Lato A
1. Chapter 24
2. Matilda Mother
3. Arnold Layne
4. Candy and a Currant Bun
5. The Scarecrow

Lato B
1. Apples and Oranges
2. It Would Be So Nice (Richard Wright)
3. Paint Box (Richard Wright)
4. Julia Dream (Roger Waters)
5. See Emily Play

## Formazione
- Syd Barrett – voce (eccetto tracce 7-9), chitarra (eccetto tracce 7 e 9)
- Richard Wright – tastiera, pianoforte, organo, voce, mellotron (tracce 7 e 9)
- Roger Waters – basso, voce, gong (traccia 1)
- Nick Mason – batteria, percussioni
- David Gilmour – chitarra (tracce 7 e 9), voce (traccia 9)